# RGS17
RGS17‏ (Regulator of G protein signaling 17) هوَ بروتين يُشَفر بواسطة جين RGS17 في الإنسان.